# Organisation musulmane yougoslave
Pour les articles homonymes, voir JMO.
L'Organisation musulmane yougoslave (en bosnien :Jugoslovenska Muslimanska Organizacija ; cyrillique :Југословенска Муслиманска Организација, abrégé en JMO) est un parti politique yougoslave de l'entre-deux-guerres. Elle était principalement présente en Bosnie.

## Historique

### Débuts
Fondée en 1919, l'Organisation yougoslave musulmane prend la suite de l'Organisation nationale musulmane qui représentait les intérêts des propriétaires terriens musulmans de Bosnie, dans le vilayet de Bosnie à l'époque ottomane puis sous la domination austro-hongroise. Sous la monarchie yougoslave, la JMO s'emploie à défendre les droits de ce même électorat, qui a été privé d'une grande partie de ses terres au bénéfice d'agriculteurs serbes ; elle fait partie des principaux partis communautaires, avec le Parti paysan croate et le Parti populaire slovène. L'Organisation musulmane et le Parti slovène s'allient régulièrement avec le Parti populaire radical serbe pour peser au parlement.
Lors des élections de l'Assemblée constituante de 1920, l'Organisation musulmane yougoslave attire un tiers des électeurs en Bosnie, où elle devient le principal parti, remportant vingt-quatre députés. Dans les années 1920, elle remporte les élections municipales dans toutes les grandes villes de Bosnie, bénéficiant d'alliances locales avec le Parti paysan croate.

### Parti de gouvernement
Sous la direction de Mehmed Spaho, un avocat formé à Vienne qui prend sa tête en 1921, la JMO évolue pour devenir un parti représentant les populations urbaines et les commerçants musulmans, plutôt que les propriétaires terriens et les religieux. Ayant obtenu des assurances de la part du Parti radical populaire sur les droits des Bosniaques et, plus largement, des Musulmans yougoslaves, Spaho participe à deux des gouvernements de Nikola Pašić, dont il finit par démissionner en constatant que ces promesses ne sont pas honorées.
L'Organisation musulmane yougoslave est interdite en 1929 par le roi Alexandre Ier, en même temps que les autres partis « ethniques ». Après la mort du roi, Spaho refonde le mouvement et participe au gouvernement à dominante serbe de Milan Stojadinović,.
En février 1939, quelques mois avant son décès, Spaho démissionne du gouvernement pour protester contre la création d'une banovine de Croatie. Les Bosniaques se jugent en effet lésés par cet accord qui, en satisfaisant les revendications des Croates, néglige celles des Musulmans. Le parti réclame ensuite la création d'une banovine (province) de Bosnie-Herzégovine.

### Seconde Guerre mondiale
Après l'invasion de la Yougoslavie en 1941, la Bosnie est absorbée dans le territoire du nouvel État indépendant de Croatie, dont les Oustachis constituent le parti unique. Džafer Kulenović, qui avait succédé à Spaho en 1939, collabore avec le nouveau régime, de même qu'une partie des cadres de son parti ; il fait lui-même partie du gouvernement d'Ante Pavelić, mais sans avoir de réel pouvoir,. On retrouve ensuite, au cours du conflit en Yougoslavie, des Musulmans aussi bien dans la résistance que dans la collaboration. Lors de sa première session, le Conseil antifasciste de libération nationale de Yougoslavie créé par les Partisans bénéficie de la participation d'un ancien sénateur de l'Organisation musulmane yougoslave. 
Après-guerre, le parti demeure interdit par le régime communiste yougoslave. Peu après le conflit, des jeunes membres de petits groupes musulmans - dont le futur président de Bosnie-Herzégovine Alija Izetbegović - sont incarcérés pour avoir tenté de former un parti successeur de l'Organisation musulmane.